# Équipe d'Autriche des moins de 17 ans de football
Maillots
L'équipe d'Autriche de football des moins de 17 ans est constituée par une sélection des meilleurs joueurs autrichiens de moins de 17 ans sous l'égide de la Fédération autrichienne de football.

## Parcours

### Parcours en Championnat d'Europe
| - 1982 : Non qualifiée - 1984 : Non qualifiée - 1985 : Non qualifiée - 1986 : 1er tour - 1987 : 1er tour - 1988 : 1er tour - 1989 : 1er tour - 1990 : Non qualifiée - 1991 : 1er tour - 1992 : Non qualifiée - 1993 : Non qualifiée - 1994 : 4e - 1995 : 1er tour - 1996 : 1er tour - 1997 : Finaliste - 1998 : Non qualifiée - 1999 : Non qualifiée - 2000 : Non qualifiée - 2001 : Non qualifiée - 2002 : Non qualifiée - 2003 : 3e |  | - 2004 : Non qualifiée - 2005 : Non qualifiée - 2006 : Non qualifiée - 2007 : Non qualifiée - 2008 : Non qualifiée - 2009 : Non qualifiée - 2010 : Non qualifiée - 2011 : Non qualifiée - 2012 : Non qualifiée - 2013 : 1er tour - 2014 : Non qualifiée - 2015 : 1er tour - 2016 : Quart de finaliste - 2017 : Non qualifiée - 2018 : Non qualifiée - 2019 : 1er tour - 2020 - 2021 : Éditions annulées - 2022 : Non qualifiée - 2023 : Non qualifiée |

### Parcours en Coupe du monde
- 1985 : Non qualifiée
- 1987 : Non qualifiée
- 1989 : Non qualifiée
- 1991 : Non qualifiée
- 1993 : Non qualifiée
- 1995 : Non qualifiée
- 1997 : 1er tour
- 1999 : Non qualifiée
- 2001 : Non qualifiée
- 2003 : Non qualifiée
- 2005 : Non qualifiée
- 2007 : Non qualifiée
- 2009 : Non qualifiée
- 2011 : Non qualifiée
- 2013 : 1er tour
- 2015 : Non qualifiée
- 2017 : Non qualifiée
- 2019 : Non qualifiée
- 2023 : Non qualifiée

## Anciens joueurs
- Hans-Peter Berger
- Martin Stranzl
- Thomas Eder
- Paul Scharner
- Wolfgang Mair
- Kai Schoppitsch